# Petrosia pellasarca
Petrosia pellasarca är en svampdjursart som först beskrevs av de Laubenfels 1934.  Petrosia pellasarca ingår i släktet Petrosia och familjen Petrosiidae.
Artens utbredningsområde är Puerto Rico. Inga underarter finns listade i Catalogue of Life.